# Аргос-Орестикон
А́ргос-Орестико́н (Аргос-Орестико, греч. Άργος Ορεστικόν) — малый город в Греции. Расположен на высоте 660 метров над уровнем моря в северо-западной части Греции, в 7 километрах к югу от Кастории, в 144 километрах к западу от Салоник и в 348 километрах к северо-западу от Афин. Административный центр общины Аргос-Орестикон в периферийной единице Кастория в периферии Западная Македония. Население 7473 жителя по переписи 2011 года.

## История
Этот регион вызывает большой исторический и археологический интерес. Считается колыбелью древнего македонского государства.
Окрестности заселены с неолитической эпохи. Близ села Диспилио археологами обнаружено поселение с домами на сваях (5500—3500 до н. э.), где была найдена табличка с текстом, датированная около 5260 года до н. э. (один из древнейших в мире памятников письменности). Римский историк Тит Ливий упоминает древний укреплённый город Келетр (Κήλητρον ή Κέλετρον, лат. Celetrum) близ современного города Аргос-Орестикон. На месте города Келетр император Диоклетиан построил Диоклетианополь. В Диоклетианополе существовала епископская кафедра. Близ Диоклетианополя при императоре Юстиниане I была основана Кастория. В Аргос-Орестиконе находятся раннехристианская 3-нефная базилика и византийская церковь великомученика Георгия.
Местные славяноязычные жители или славомакедонцы называли его Хрупишта.
До 9 февраля 1926 года назывался Хруписта (Χρούπιστα).

## Экономика
Часть населения занимается сельским хозяйством, животноводством и лесным хозяйством, а его основная работа состоит в подготовке мехов для фабрик Кастории. В пределах города расположен аэродром «Аристотель».

## Сообщество Аргос-Орестикон
Сообщество Хруписта (Κοινότητα Χρουπίστης) создано в 1918 году (ΦΕΚ 259Α). 15 февраля 1926 года Хруписта переименована в Аргос-Орестикон (Κοινότητα Άργους Ορεστικού). В сообщество Аргос-Орестикон входит деревня Кремастон. Население 7482 жителя по переписи 2011 года. Площадь 28,999 км².
| Населённый пункт | Население (2011), человек |
| ---------------- | ------------------------- |
| Аргос-Орестикон  | 7473                      |
| Кремастон        | 9                         |

## Население
| Год  | Население, человек |
| ---- | ------------------ |
| 1991 | 7098               |
| 2001 | 7836               |
| 2011 | ↘ 7473             |